# Azua
Azua ou Azua de Compostela é uma cidade do sul da República Dominicana, capital da província homónima. Foi fundada em 1504 pelos espanhóis e está localizada a 100 km oeste da capital nacional, Santo Domingo.
Demografia
População de acordo com os censos:
- 1981: 31 481
- 1993: 46 695
- 2002: 56 453